# 朝日屋本店
有限会社朝日屋本店（あさひやほんてん）は、栃木県高根沢町に本社を置き、創業は1897年（明治30年）の菓子メーカーである。

## 概要
屋号は「朝日屋本店」。芳賀町祖母井と市貝町市塙に暖簾分けした朝日屋を名乗る店があることから、屋号に本店がついている。直営の店舗は2店舗（本店、宝積寺バイパス店、）である。

## 歴史
出典
1897年（明治30年）宇都宮市で創業。1899年（明治32年）東北本線宝積寺駅開業に合わせ、宝積寺駅近くの現在地に移転。朝日屋の由来は創業時の宇都宮の店が「朝日が差し込む店舗だった」ことによると言われている。
1932年（昭和7年）に開催された下野新聞社主催の商品二十傑投票できんとんまんじゅうが2位となる。最終順位の1位は福助足袋（大阪府）である。これは、栃木県産品以外でも県内で販売される商品全てを対象に5月11日 - 7月11日夜10時までの期間投票を受け付け、日々の累計得票数が途中経過順位として紙面1面に掲載されるものであった。
1985年（昭和60年）に初の支店となる宝積寺バイパス店を出店。2005年（平成17年）には、宇都宮市のベルモールに5店舗目となる支店を出店（現在は閉店）。

## 主な製品

### きんとんまんじゅう
隠元豆の粒あんを膨張剤のみで味付けした、小麦粉生地で包んだ蒸しまんじゅう。

### あげもち
上新粉を高圧で蒸練することでコシを出し、醤油やみりん、かつをダシなどを調合したタレが塗られたもち。

### あげたん
福島県二本松地域で知られるあげまんじゅうを参考に考案した黒糖風味のカリっとした食感のあげまんじゅう。

### フルーツドーナツ
レオン自動機のまんじゅう製造機械火星人を応用して、考案された焼きドーナッツ。中心部にリング状にミックスフルーツが入っている。